# Bělá (ort i Tjeckien, lat 50,53, long 15,44)
Bělá är en ort i Tjeckien. Den ligger i den centrala delen av landet, 90 km nordost om huvudstaden Prag. Bělá ligger 381 meter över havet och antalet invånare är 254.
Terrängen runt Bělá är platt åt nordost, men åt sydväst är den kuperad. Bělá ligger nere i en dal. Runt Bělá är det ganska tätbefolkat, med 65 invånare per kvadratkilometer. Närmaste större samhälle är Jičín, 12,6 km sydväst om Bělá. I omgivningarna runt Bělá växer i huvudsak blandskog.